# Модзелевский, Кароль
'Кароль Кирил Модзелевский (пол. Karol Cyryl Modzelewski), урождённый Кирилл Александрович Будневич (23 ноября 1937, Москва — 28 апреля 2019 года, Варшава) — польский политик и историк-медиевист, активист оппозиционного движения в ПНР. Демократический социалист, один из основателей и ведущий идеолог «Солидарности», автор этого названия. Сенатор Польши в 1989—1991 годах. Действительный член Польской академии наук.

## Рождение в СССР
Родился в Москве. До восьми лет не говорил по-польски. Родной отец Кароля — отделённый командир РККА Александр Будневич — был репрессирован НКВД через несколько дней после рождения сына. Мать Кароля, переводчица Наталья Ильинична Вильтер (1912—1992), в 1939 году сошлась с польским коммунистом Зыгмунтом Модзелевским, незадолго до того вышедшим из заключения.
В 1945 году семья переехала в Польшу и обосновалась в Варшаве. Кирил Будневич принял имя Кароль и фамилию приёмного отца. Зыгмунт Модзелевский-старший был включён в систему просоветских польских организаций и сделал дипломатическую карьеру. С 1944 года он был послом польского прокоммунистического правительства в СССР, с 1947 — министром иностранных дел в первом правительстве Юзефа Циранкевича. Скончался Зыгмунт Модзелевский в 1954 году.

## Марксистский оппозиционер
После школы Кароль Модзелевский поступил на исторический факультет Варшавского университета. Специализировался на истории Средневековья, научным руководителем Кароля Модзелевского был Александр Гейштор. Окончил университет в 1959 году. С 1962 по 1964 работал в Институте истории Польской академии наук (ПАН). Преподавал историю в Варшавском и Вроцлавском университетах.
В университете Кароль Модзелевский познакомился с Яцеком Куронем. Вместе они создали студенческий дискуссионный клуб «Кривой круг» неотроцкистской направленности. В этой полулегальной организации Модзелевский занимался теоретическими разработками, устанавливал контакты с рабочей молодёжью. В июне 1956 года поддержал рабочие протесты в Познани.
В 1957 году Кароль Модзелевский вступил в правящую компартию ПОРП. Исключён в 1964 за «ревизионистскую пропаганду». Вместе с Куронем написал «Открытое письмо к партии», резко критиковавшее тоталитаризм и сталинизм с левых социалистических позиций. Был отстранён от научной работы в Институте истории, в 1965 году приговорен к 3,5 годам лишения свободы. Освобождён условно-досрочно в августе 1967 года. За участие в мартовских волнениях 1968 снова был осуждён на 3,5 года. Отбыл срок полностью. После освобождения работал во вроцлавском Институте истории материальной культуры.
Взгляды Кароля Модзелевского основывались на раннем марксизме и представляли собой своеобразный синтез неотроцкизма, левой социал-демократии и анархо-синдикализма. Он был сторонником социалистической экономики, многопартийной демократии и рабочего самоуправления. Активно участвовал в деятельности Комитета защиты рабочих.

## Социалистический идеолог «Солидарности»
В августе 1980 года Кароль Модзелевский примкнул к забастовочному движению. Состоял в Межзаводском забастовочном комитете (MKS) Вроцлава. 17 сентября 1980 участвовал в гданьском совещании региональных MKS Именно Модзелевский предложил для независимого профсоюза название «Солидарность».
Был авторитетным экспертом «Солидарности» и одним из руководителей профцентра во Вроцлаве и Нижней Силезии. Разрабатывал концепции социализма самоуправления. Во многом под его влиянием «Солидарность» декларировала приверженность социализму — несмотря на мощную национал-католическую тенденцию. В то же время Модзелевский пользовался большим авторитетом как идеолог и теоретик, но не располагал непосредственным влиянием на профсоюзные массы.
В практической политике Кароль Модзелевский был сторонником постепенного завоевания независимым профсоюзом доминирующих позиций. Главным рычагом преобразований он считал органы производственного самоуправления, распространяемые на все сферы жизни общества. Впоследствии Модзелевский подчёркивал, что идеология ранней «Солидарности» основывалась на «коллективистской свободе», ставила во главу угла ценности свободного и солидарного сообщества. На I съезде «Солидарности» в сентябре-октябре 1981 года Модзелевский был главным автором основного программного документа Самоуправляемая Республика Польша.
В то же время Модзелевский занимал тактически умеренные позиции. Он старался смягчить конфронтацию с властями, избежать силового столкновения и в особенности советской интервенции. Рассчитывал на постепенное врастание правящей партии в общественное движение, выступал за сотрудничество с реформистскими «горизонтальными структурами ПОРП». За это его резко критиковали радикальные антикоммунисты, типа Мариана Юрчика. Ориентация на компромисс вынудила Модзелевского оставить профсоюзные посты во время Быдгощского кризиса весной 1981. Однако авторитет Модзелевского помогал ему регулировать отношения между умеренными и радикалами «Солидарности», сдерживать их конфликты. Так, ему с большим трудом ему удалось снять с профсоюзного голосования во Вроцлаве резолюцию, осуждавшую конфронтационный курс радикала Яна Рулевского.
Одновременно убеждённый социалист Модзелевский подвергался особенно резким нападкам консервативного крыла ПОРП и пропагандистского аппарата СССР — как «первый в ряду самых ярых врагов реального социализма». Жёсткая враждебность «партийного бетона» к Модзелевскому объяснялась именно социалистичностью его взглядов, выдвижением левой альтернативы.
13 декабря 1981 власти ПНР ввели в стране военное положение. Кароль Модзелевский был интернирован, а в сентябре 1982 года арестован по обвинению в попытке свержения режима. Планировался показательный процесс, однако власти не решились его провести. Летом 1984 года Кароль Модзелевский был освобождён по амнистии, вместе с группой руководителей и экспертов «Солидарности». Вернулся к научной работе в области истории Средних веков.
Подпольная «Солидарность» выпустила в 1984 году серию почтовых марок с изображениями политзаключённых, в том числе Кароля Модзелевского.
В 1988 году новая волна массовых забастовок вынудила руководство ПОРП и правительство ПНР вновь легализовать «Солидарность» и согласиться на переговоры. Кароль Модзелевский не доверял генералу Ярузельскому и генералу Кищаку и потому не участвовал в Круглом столе. Однако общественный диалог вполне совпадал с его политической концепцией 1980—1981 годов, и он подключился к разработке итоговых документов. На выборах 4 июня 1989 избран в сенат от Вроцлава.

## Политик и учёный

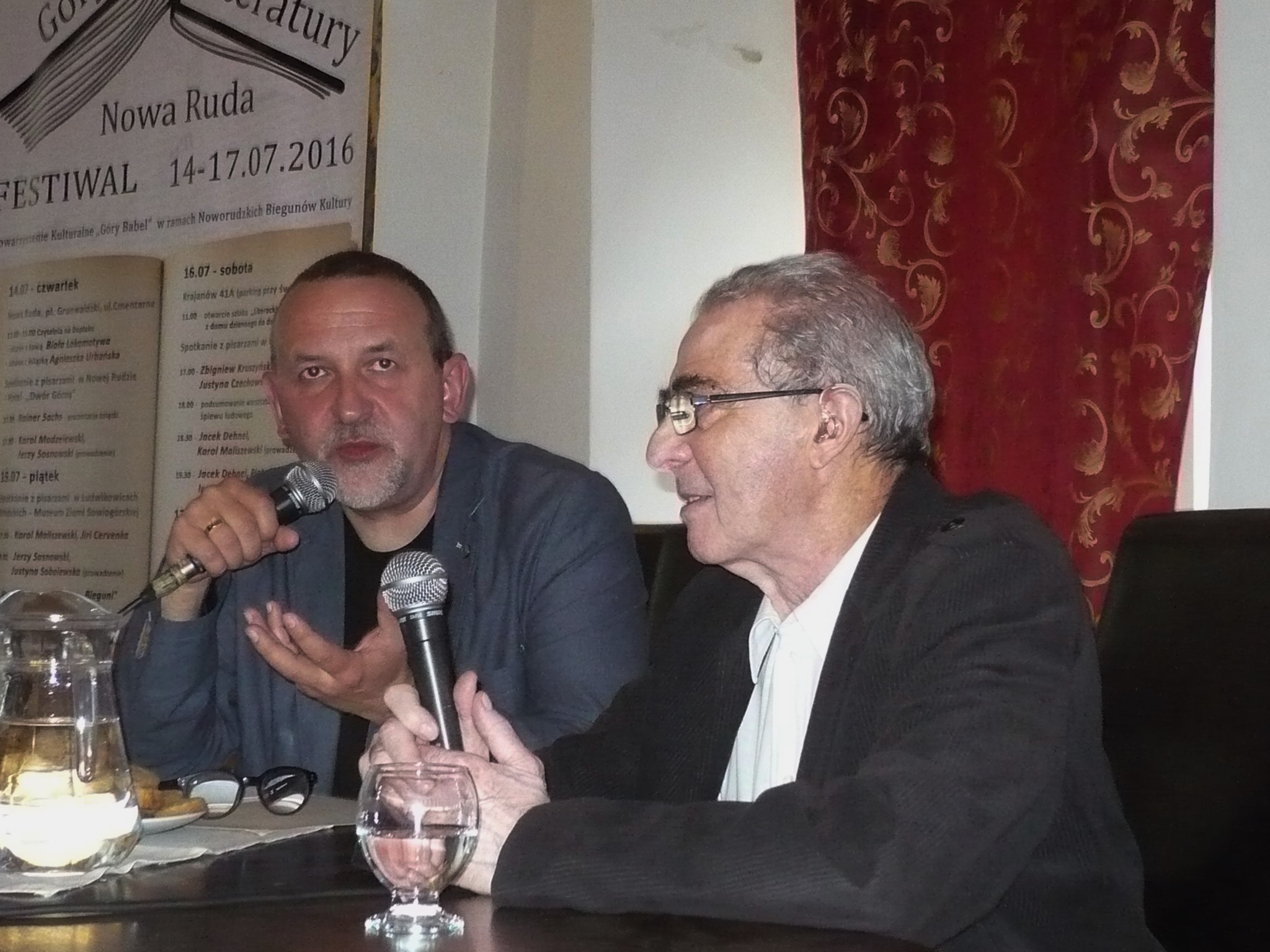
Кароль Модзелевский (справа) на литературном фестивале, 2016 год

Летом 1990 года Кароль Модзелевский участвовал в создании движения Солидарность труда, летом 1992 — партии Уния труда. Обе организации стояли на позициях демократического социализма. По замыслу Модзелевского, они были призваны объединить тенденции «левой пост-Солидарности» и «левой пост-ПОРП». «Солидарность труда» просуществовала два года, Уния труда существует по сей день. До 1995 года Кароль Модзелевский был почётным председателем Унии труда. Затем он надолго отошёл от практической политики. В 2005 году Модзелевский состоял в предвыборном штабе кандидата в президенты Влодзимежа Цимошевича — экс-премьера и бывшего функционера ПОРП (в итоге Цимошевич снял свою кандидатуру).
Такой выбор Модзелевского объяснялся его идейными взглядами и политической позицией: он критично относился к «шокотерапевтическим» рыночным реформам по плану Бальцеровича, с тревогой говорил о резком социальном расслоении, выражал беспокойство за судьбы польской науки. В целом Модзелевский двойственно оценивал результаты преобразований: позитивно — гражданские и политические свободы, негативно — рост социального неравенства. Огромное значение придавал он исторически уникальному опыту «Солидарности». По его мнению, подлинной «Солидарностью» был многомиллионный самоуправленческий профсоюз 1980—1981 годов, подавленный военным режимом Ярузельского. Далее, с 1989 года, сохранялся «великий миф, использованный для прикрытия „плана Бальцеровича“».
В 2017 году в Польше была издана книга Модзелевский — Верблан. Народная Польша — запись бесед Кароля Модзелевского с Анджеем Вербланом — членом Политбюро и секретарём ЦК ПОРП, идеологом реформистского крыла. Бывший диссидент и бывший высокопоставленный партийный функционер сходились во многих оценках истории ПНР на платформе демосоциализма).
В 1990 году Кароль Модзелевский получил учёное звание профессора Института истории ПАН. Работал в Институте истории Вроцлавского университета. С декабря 2006 года был вице-президентом ПАН. Пользовался высоким авторитетом в международном сообществе историков и социологов. Специализировался на варварском периоде раннего Средневековья. Выступал как сторонник мультикультурализма, обосновывал эту доктрину традициями дохристианской Европы. Научные работы Модзелевского, особенно Крестьяне в раннепястовской монархии, Экономическая организация государства Пястов, Варварская Европа считаются классикой польского медиевизма. Политические взгляды и автобиографический очерк изложены в работе Клячу истории загоним. Признания заезженного седока.
Кароль Модзелевский принадлежал к левому флангу польской политики и левому направлению политической мысли. Он являлся ярким представителем европейской социалистической интеллигенции XX века. Его разрыв с коммунизмом был обусловлен не только личным и семейным опытом соприкосновения с СССР, но и определённым прочтением марксизма — как идеологии прогресса, несовместимого с догматизмом и диктатурой. Марксистские элементы в мировоззрении Модзелевского определили и его социал-демократическую позицию в посткоммунистической Польше.
До конца жизни Кароль Модзелеевский проживал в варшавском районе Беляны. Был женат, имел дочь.
Был награждён несколькими орденами Польши, включая высшую государственную награду — орден Белого орла и французским орденом Почётного легиона.

## Кончина
81-летний Кароль Модзелевский скончался в Варшаве, похоронен на кладбище Воинские Повонзки рядом с могилами Яцека Куроня и Збигнева Ромашевского. На церемонии присутствовали бывшие президенты Польши Бронислав Коморовский (бывший диссидент) и Александр Квасьневский (бывший функционер ПОРП), вице-маршал сената Богдан Борусевич. Церемония имела частный и светский характер, но широко освещалась в СМИ.